# Relações entre Fiji e Portugal
As relações entre Fiji e Portugal englobam as relações internacionais entre Fiji e Portugal que surgem a nível cultural, social, económico e político. Os países têm relações diplomáticas diretas desde 1977.
Os dois países têm poucos pontos de contacto históricos ou atuais e, portanto, relacionamentos relativamente fracos. O comércio bilateral é amplamente concentrado nas importações portuguesas de açúcar das Ilhas Fiji.
Como destino de férias, as ilhas são conhecidas pelos turistas portugueses, mas não há voos diretos do aeroporto de Lisboa para Nadi e Suva.
Em Portugal, sete nacionais de Fiji foram registados em 2015. Em 2005 não havia nenhum português registado nas Fiji.

## História
Nascido em Malaca, o cartógrafo e navegador português Manuel Godinho de Erédia (1563-1623) trabalhou intensamente na região. Talvez ele ou Cristóvão de Mendonça (1475-1630) tenham passado pelas Ilhas Fiji.
Após a independência total das Fiji em 1970 e a Revolução dos cravos em Portugal, em 1974, demoraria mais alguns anos para que os dois países estabelecessem contactos diretos oficiais.
Em 21 de fevereiro de 1977 Fiji e Portugal estabeleceram relações diplomáticas pela primeira vez. Desde então, o embaixador de Portugal nas Fiji está credenciado na capital da Austrália, Canberra.
Portugal não mantém sua própria embaixada nas Fiji, que faz parte da Embaixada de Portugal na Austrália. Fiji também não tem representação em Portugal, mas é credenciada pelo seu embaixador em Bruxelas. Os consulados mútuos também não existem.

## Economia
O comércio bilateral é fraco. A Câmara de Comércio Portuguesa (AICEP) não tem representação em Fiji, com responsabilidade do escritório da AICEP na metrópole australiana de Sydney.
Em 2015, Fiji exportou valores avaliados em 14,35 milhões de euros/ano para Portugal, excluindo o açúcar da cana-de-açúcar. Durante o mesmo período, Portugal exportou mercadorias no valor de 17.000 euros por ano para Fiji, dos quais 75,5% têxteis, 24,4% máquinas e equipamentos e 0,1% de minérios e minerais.
Em 2015, Portugal ocupava o 14º lugar no comércio exterior de Fiji entre compradores e 51º entre fornecedores. Fiji ficou em 184º como comprador do comércio exterior português e 84º como fornecedor.